# Religions índies
Les religions índies com a percentatge de la població mundial
Les religions índies, de vegades anomenades com les religions dharmiques, són les religions que es van originar al subcontinent indi; religions tals com l'hinduisme, el jainisme, el budisme i el sikhisme. Aquestes religions també són etiquetades com a religions orientals. Tot i que les religions índies estan connectades a través de la història de l'Índia, i constitueixen una àmplia gamma de comunitats religioses que no es limiten al subcontinent indi.
Les evidències demostrant religions prehistòriques al subcontinent indi deriven de pintures rupestres mesolítiques espargides pel territori. El poble harappa de la Civilització de la Vall d'Indus, que va durar del 3300 al 1300 aC (període madur entre 2600 i 1900 aC), tenia una cultura urbanitzada primerenca, anterior a la religió vèdica.